# Justin Theroux
Justin Paul Theroux (Washington, 10 de Agosto de 1971) é um ator, roteirista e cineasta americano. Como ator, é conhecido por ter participado em filmes como American Psycho (2000), Mulholland Drive (2001), Inland Empire (2006) e The Girl on the Train (2016) e por ter protagonizado a série The Leftovers. Foi também o roteirista de filmes como Tropic Thunder (2008), Iron Man 2 (2010), Rock of Ages (2012) e Zoolander 2 (2016).

## Primeiros anos
Justin Paul Theroux nasceu em Washington D.C., capital dos Estados Unidos, no dia 10 de agosto de 1971. Sua mãe, Phyllis Grissim Theroux, é uma jornalista e escritora que trabalhou para o The Washington Post e o The New York Times, e seu pai, Eugene Theroux, é um advogado corporativo, formado na Universidade de Harvard. Eugene foi sócio da Baker & McKenzie, uma das maiores firmas de advogados do mundo e é especialista em direito internacional, sendo uma referência nas relações sino-americanas.
Theroux é sobrinho do escritor de viagens e romancista Paul Theroux, do romancista e poeta Alexander Theroux, do autor Peter Theroux, e do romancista e educador Joseph Theroux. É ainda primo dos jornalistas britânicos e documentaristas Louis e Marcel Theroux. Seu pai tem ascendência metade canadense-francesa, metade italiana. Do lado de sua mãe, Theroux é o tataraneto do financista, banqueiro e magnata ferroviário H.B. Hollins, e do crítico de música e autor Gustav Kobbé.
Paul Theroux descreveu a sua família como "uma família de rivais, satiristas, escarnecedores, provocadores e fofoqueiros. Éramos muito, muito conflituosos, muito competitivos. Numa família de pessoas competitivas, estamos sempre a tentar provocar-nos, rebaixar-nos ou testar-nos e o Justin foi testado." 

Na infância, Justin teve dificuldades de aprendizagem por ser hiperativo e disléxico, o que o levou a mudar várias vezes de escola e a sentir que não era inteligente, principalmente em comparação com os seus primos:
"Nunca me senti inteligente. Sempre tive consciência de que o Louis era desenfreadamente engraçado em conjunto com o pai dele, o Paul. Mas eu era uma espécie de enteado ruivo. O Louis e o Marcel liam Chaucer quando eram pequenos e o Louis conta que a certa altura me viu a comer um copo de esferovite." 
Entre as escolas que frequentou encontram-se a Lafayette Elementary School, a Annunciation School, a The Field School, em Washington D.C. e Buxton School, um internato no Massachusetts, onde começou a representar. Justin afirma que esta escola foi determinante para o seu sucesso académico e a fomentar o seu gosto pela leitura.
Justin formou-se na Bennington College em 1993 com bacharelado em artes visuais e teatro.

## Carreira
Depois de terminar a universidade, Justin se mudou para Nova Iorque para seguir uma carreira nas artes visuais, mas logo se viu imerso nas atuações no palco. Ele estrelou em vários peças Off-Broadway antes de começar sua atual carreira cinematográfica, estando reconhecidamente ativo desde 1994.
Theroux fez sua estreia no cinema em 1996, com I Shot Andy Warhol, de autoria de Mary Harron. Desde então, ele tem atuado tanto em peças da Broadway, estrelando em peças como Observe the Sons of Ulster Marching Towards the Somme, em inúmeras produções Off-Broadway; e em filmes de comédia como  Charlie's Angels: Full Throttle, The Baxter, Romy and Michelle's High School Reunion, Broken Hearts Club e Zoolander.

Ele também atuou em filmes mais sérios, como American Psycho e apareceu nas versões cinematográficas de programas de televisão Strangers with Candy e Miami Vice de Michael Mann. Ele estrelou nos aclamados filmes de David Lynch: Mulholland Drive e Inland Empire.

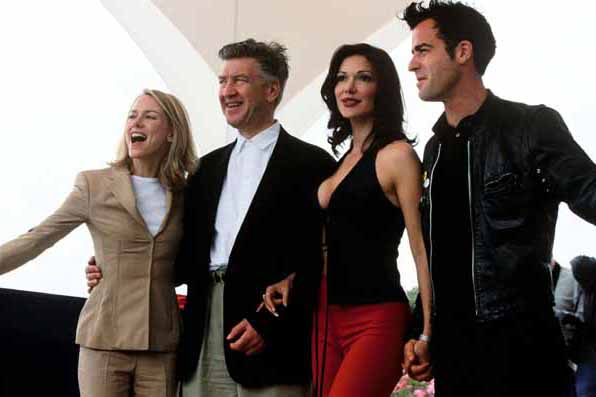
Justin Theroux com o elenco e o diretor do filme Mulholland Drive em 2001.

Em 2003, ele foi destaque no videoclipe da música “Hysteria” da banda britânica Muse. Theroux também fez papéis na televisão, tendo estreado em The District e aparecido como participação especial de episódios de séries como Alias, Ally McBeal, Sex and the City (no qual ele estrelou em dois episódios como personagens diferentes) e Six Feet Under (interpretando um personagem recorrente na terceira e quarta temporadas). Numa entrevista para marcar o vigésimo aniversário da estreia de Six Feet Under, o seu criador, Alan Ball, revelou que tinha escrito o episódio piloto com Justin Theroux e Christopher Meloni em mente para os papéis dos irmãos Nathan e David Fisher, mas que nenhum dos atores estava disponível para os interpretar na altura.
Em 2006, Justin dirigiu seu primeiro filme, Dedication, que estreou no Festival de Cinema de Sundance de 2007. Fã da banda Deerhoof, Theroux os escolheu como música tema do filme. Justin disse numa entrevista que não gostou do corte final do filme, que sofreu várias alterações depois de ter sido adquirido pela The Weinstein Company de Harvey Weinstein. As reuniões com Weinstein acabariam por inspirar a personagem de Les Grosman, interpretada por Tom Cruise em Tropic Thunder. No mesmo ano, Theroux também teve papéis em dois outros filmes estreados no festival, com Broken English e The Ten, no qual ele interpretava Jesus Cristo ao lado de Gretchen Mol. Theroux co-escreveu o roteiro do filme indicado ao Oscar, dirigido por Ben Stiller, Tropic Thunder, e também apareceu no vídeo zombaria por trás das câmeras “Tropic Thunder: Rain of Madness”.
Em 2008, Theroux interpretou John Hancock na minissérie da HBO John Adams. Em 2009, Theroux fez parte do elenco de voz para o vídeo game Call of Duty: Modern Warfare 2. Justin também fez uma participação especial na série Parks and Recreation. Ele escreveu o roteiro do filme Iron Man 2, de 2010. Depois de seus trabalhos como roteirista e produtor de Tropic Thunder, o ator Robert Downey, Jr. recomendou Theroux como roteirista para o diretor do filme, Jon Favreau.
Theroux voltou a atuar no filme de comédia Your Highness, como Leezar, um feiticeiro malvado que rapta uma princesa. Ele estrelou na comédia Wanderlust, interpretando o líder de uma comunidade hippie. Em 2010, Theroux foi anunciado como roteirista e diretor da proposta de continuação do filme Zoolander, de 2001.

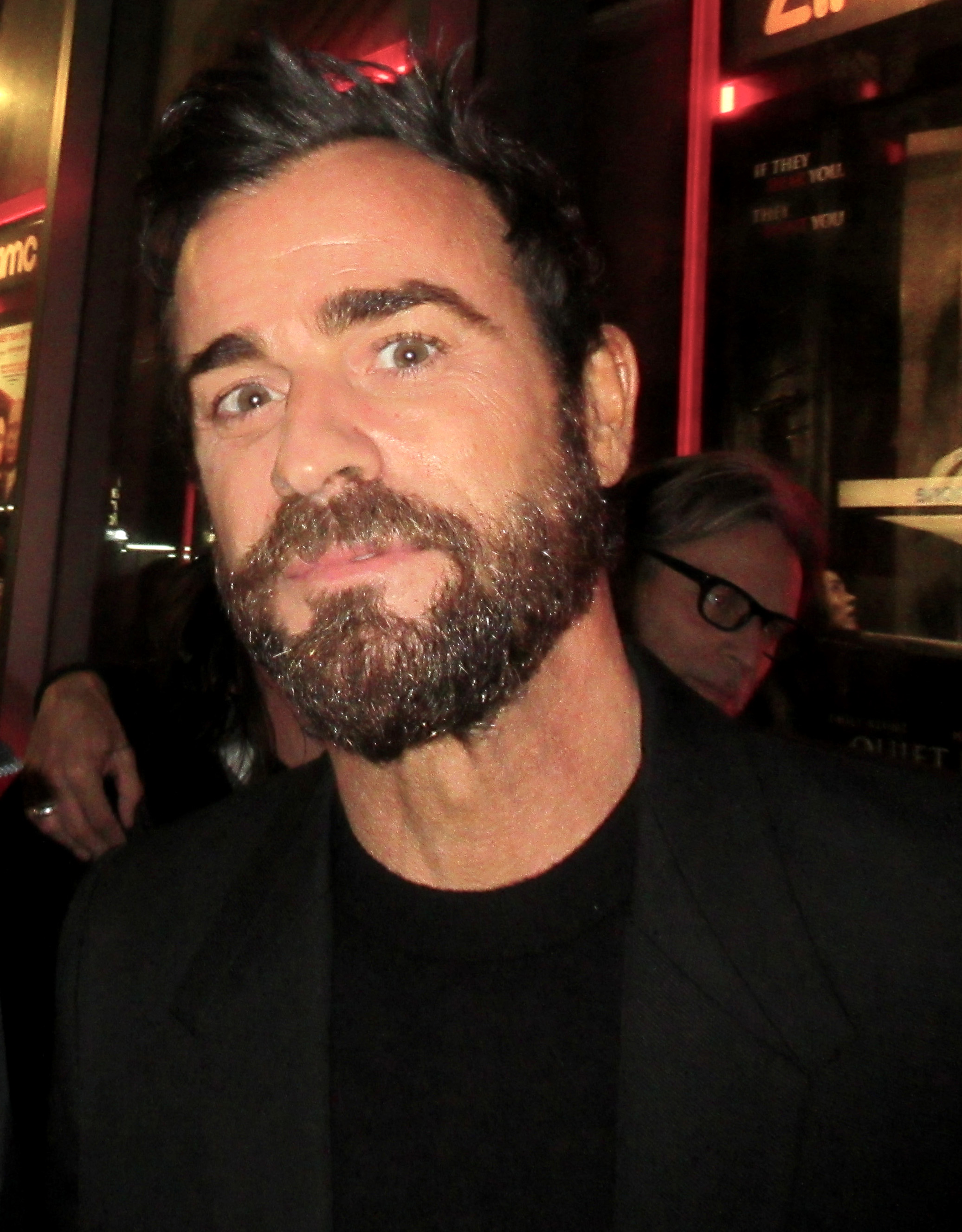
Justin Theroux em 2018

Em junho de 2013, foi anunciado que ele seria o personagem principal do piloto da série para a TV da HBO, The Leftovers. Justin foi convidado a participar na série pelo seu criador, Damon Lindelof, que revelou que, anos antes, o ator tinha recusado o papel de Jack na série Lost, da qual também fora um dos criadores. The Leftovers é baseada no livro homónimo de Tom Perrotta que segue um grupo de pessoas da comunidade suburbana de Mapleton que ficaram para trás após desaparecimentos misteriosos a nível global. A série foi renovada para a sua terceira e última temporada no final de 2015. A interpretação de Justin Theroux do chefe de polícia Kevin Garvey foi bastante elogiada pela crítica e várias publicações mostraram-se surpreendidas pela falta de nomeações do ator e da série para os prémios Emmy.  O site TVLine escreveu: "Se tiver um amigo que não conhece o calibre e a variedade do trabalho de Theroux (...) pode sentá-lo e mostrar-lhe o penúltimo episódio da sua série da HBO. (...) Este não deixa dúvidas de que não há nada que Theroux não consiga fazer." 
Em 2016, Justin interpretou a personagem de Tom na adaptação ao cinema de The Girl on the Train. Retomou ainda o seu papel de Evil DJ em Zoolander 2, filme que também escreveu.
No ano seguinte, Justin fez a dobragem do vilão Lord Garmadon no filme de animação The Lego Ninjago Movie e teve uma pequena participação no filme Star Wars: The Last Jedi.
Em 2018, Justin interpretou o papel do neuro-químico James Mantleray na minissérie da Netflix, Maniac, protagonizada por Emma Stone e Jonah Hill. No mesmo ano, fez ainda parte do elenco da comédia The Spy Who Dumped Me, com Mila Kunis e Kate McKinnon e do filme de ficção científica da Netflix, Mute. Fez ainda a dobragem da personagem Dropkick em Bumblebee, um spin-off da saga Transformers e interpretou o advogado Mel Wulf no biopic On the Basis of Sex, que segue os primeiros anos da carreira da juíza Ruth Bader Ginsburg.
Em 2019, Justin foi um dos produtores do programa Live in Front of a Studio Audience, com Norman Lear, Jimmy Kimmel e Will Ferrell. O programa  valeu-lhe dois prémios Emmy. No mesmo ano, fez ainda a voz de Vagabundo no remake de The Lady and the Tramp, transmitido pelo Disney +. Teve ainda uma pequena participação não-creditada no filme Joker, no papel de Ethan Chase e fez a voz de Miles Knightly num episódio da quarta temporada da série animada Rick and Morty.
Em 2021, foi um dos protagonistas do filme de terror False Positive, transmitido pelo serviço de streaming Hulu e de Violet, um filme com Olivia Munn e escrito e realizado por Justine Bateman.
No mesmo ano estreou a série The Mosquito Coast, transmitida pelo serviço de streaming Apple TV+, e na qual foi protagonista e produtor executivo. A série baseia-se no romance homónimo escrito pelo tio de Justin, Paul Theroux, sobre um norte-americano que decide abandonar o país com a família por se encontrar desiludido com o mesmo. A personagem que Justin interpreta, Allie Fox, foi inspirada em grande parte pelo seu avô e pai de Paul Theroux, Albert Eugene Theroux. Segundo Justin: "Há elementos no Allie que vêm do meu avô, sem dúvida. O pai do Paul. A sua frugalidade incrível. Era frequente ele levar-nos a mim, aos meus primos e aos meus irmãos à lixeira, como o Allie faz com o filho na série. Ele procurava no lixo e encontrava livros e pares de sapatos novos que nos calçava." The Mosquito Coast teve críticas geralmente positivas e foi renovada para uma segunda temporada.

## Vida pessoal
Sobre sua vida pessoal, pouco se sabe a respeito. Theroux teve um relacionamento longo com a estilista pessoal Heidi Bivens, que terminou no início de 2011. Justin hoje vive entre seu apartamento em Manhattan e sua casa em Los Angeles onde viveu com Jennifer Aniston, com quem se casou em 2015. O casal anunciou a sua separação no final de 2017.

## Filmografia

### Filmes
| Ano  | Título                                    | Papel                   | Título em Português e obs                                                              |
| ---- | ----------------------------------------- | ----------------------- | -------------------------------------------------------------------------------------- |
| 1996 | I Shot Andy Warhol                        | Mark                    | br: Um Tiro Para Andy Warhol pt: Ela Baleou Andy Warhol                                |
| 1997 | Romy and Michele's High School Reunion    | Clarence the Cowboy     | br/pt: Romy e Michele                                                                  |
| 1997 | Below Utopia                              | Daniel Beckett          | br: Horas do Medo                                                                      |
| 1997 | Dream House                               | Mark Brooks             | Lançado em vídeo                                                                       |
| 1998 | Frogs for Snakes                          | Flav Santana            | br: A Trupe dos Farçantes                                                              |
| 1998 | Dead Broke                                | James                   |                                                                                        |
| 2000 | American Psycho                           | Timothy Bryce           | br/pt: Psicopata Americano                                                             |
| 2000 | The Broken Hearts Club: A Romantic Comedy | Marshall                | br: O Clube dos Corações Partidos                                                      |
| 2001 | Mulholland Drive                          | Adam Kesher             | br: Cidade dos Sonhos pt: Mulholland Drive                                             |
| 2001 | The Sleepy Time Gal                       | Rebecca's Boyfriend     |                                                                                        |
| 2001 | Zoolander                                 | Evil DJ                 | br/pt: Zoolander                                                                       |
| 2003 | Charlie's Angels: Full Throttle           | Seamus O'Grady          | br: As Panteras Detonando pt: Os Anjos de Charlie: Potência Máxima                     |
| 2003 | Duplex                                    | Coop                    | br/pt: Duplex                                                                          |
| 2003 | Happy End                                 | Jack                    |                                                                                        |
| 2005 | Strangers with Candy                      | Carlo Honklin           |                                                                                        |
| 2005 | The Baxter                                | Bradley Lake            |                                                                                        |
| 2006 | Miami Vice                                | Detective Larry Zito    | br/pt: Miami Vice                                                                      |
| 2006 | Inland Empire                             | Devon Berk/Billy Side   | br: O Império dos Sonhos pt: Inland Empire                                             |
| 2006 | The Legend of Lucy Keyes                  | Guy Cooley              | br. O Fantasma de Lucy Keyes pt: A Lenda de Lucy Keyes                                 |
| 2006 | Return to Rajapur                         | Jeremy Reardon          |                                                                                        |
| 2007 | Broken English                            | Nick Gable              | br/pt: Uma Americana em Paris                                                          |
| 2007 | The Ten                                   | Jesus H. Christ         | br: Dez Mandamentos Muito Loucos pt: Os Novos Dez Mandamentos                          |
| 2007 | Dedication                                | Lawyer on phone         | br: Uma História de Amor Também foi diretor e produtor executivo                       |
| 2008 | Tropic Thunder                            | DJ at Party scene       | br: Trovão Tropical pt: Tempestade Tropical Também foi roteirista e produtor executivo |
| 2010 | Iron Man 2                                |                         | br/pt: Homem de Ferro 2 Roteirista                                                     |
| 2010 | Megamind                                  | Megamind's Father (voz) | br: Megamente pt: Megamind Também foi produtor executivo e consultor criativo          |
| 2011 | Your Highness                             | Leezar                  | br: Sua Alteza? pt: Real Desatino                                                      |
| 2012 | Rock of Ages                              |                         | Roteirista                                                                             |
| 2012 | Wanderlust                                | Seth                    | br: Viajar É Preciso pt: Amor e Outras Cenas                                           |
| 2016 | Zoolander 2                               | Evil DJ                 | Também foi argumentista                                                                |
| 2016 | The Girl on the Train                     | Tom Watson              | br: A Garota no Trem pt: A Rapariga no Comboio                                         |
| 2016 | The Master: A Lego Ninjago Short          | Narrator (voz)          | Curta-metragem                                                                         |
| 2017 | The Lego Ninjago Movie                    | Lord Garmadon (voz)     | br: LEGO Ninjago: O Filme pt: Lego Ninjago: O Filme                                    |
| 2017 | Star Wars: The Last Jedi                  | Cameo                   |                                                                                        |
| 2018 | Mute                                      | Duck Teddington         | br/pt: Mudo                                                                            |
| 2018 | The Spy Who Dumped Me                     | Drew Thayer             | br: Meu Ex É um Espião pt: O Espião Que Me Tramou                                      |
| 2018 | On the Basis of Sex                       | Mel Wulf                | br: Suprema pt: Uma Luta Desigual                                                      |
| 2018 | Bumblebee                                 | Dropkick (voz)          |                                                                                        |
| 2019 | Joker                                     | Ethan Chase             | br: Coringa pt: Joker                                                                  |
| 2019 | Lady and the Tramp                        | Tramp (voz)             | br/pt: A Dama e o Vagabundo                                                            |
| 2021 | Violet                                    | The Voice               |                                                                                        |
| 2021 | False Positive                            | Adrian Martin           | pt: Falso Positivo                                                                     |
| 2024 | Beetlejuice 2                             |                         |                                                                                        |

### Televisão
| Year      | Title                    | Role                   | Notes                                         |
| --------- | ------------------------ | ---------------------- | --------------------------------------------- |
| 1996      | Central Park West        | Gary Andrews           | Episódio: "Stephanie and the Wolves"          |
| 1998      | Spin City                | Pete                   | Episódio: "Local Hero"                        |
| 1998      | New York Undercover      | Frankie Stone          | 3 episódio                                    |
| 1998      | Ally McBeal              | Raymond Brown          | Episódio: "Just Looking"                      |
| 1998–1999 | Sex and the City         | Jared / Vaughn Wysel   | 2 Episódios                                   |
| 1999      | Sirens                   | Officer David Bontempo | Telefilme                                     |
| 2000–2001 | The District             | Nick Pierce            | 27 episódios                                  |
| 2003      | Alias                    | Simon Walker           | 2 episódios                                   |
| 2003–2004 | Six Feet Under           | Joe                    | 8 episódios                                   |
| 2005      | Confessions of a Dog     |                        | Piloto                                        |
| 2008      | John Adams               | John Hancock           | 2 episódios                                   |
| 2010      | Parks and Recreation     | Justin Anderson        | 4 episódios                                   |
| 2011      | Documental               | Jan Jurgen             | Piloto; diretor e roteirista                  |
| 2014–2017 | The Leftovers            | Kevin Garvey           | 28 episódios                                  |
| 2017-2020 | At Home with Amy Sedaris | Várias personagens     | 3 episódios                                   |
| 2018      | Maniac                   | James Mantleray        | Elenco Principal                              |
| 2019      | Rick and Morty           | Miles Knightly         | Episódio: "One Crew over the Crewcoo's Morty" |
| 2021      | The Mosquito Coast       | Allie Fox              | Papel principal; produtor executivo           |

### Teatro
| Ano  | TÍtulo                                                | Papel                      | Local                        |
| ---- | ----------------------------------------------------- | -------------------------- | ---------------------------- |
| 1994 | Hide Your Love Away: The Ballad of Brian Epstein      | Teddy Baker                | Actors' Playhouse            |
| 1997 | The Three Sisters                                     | Rode                       | Criterion Center Stage Right |
| 1998 | Shopping and Fucking                                  | Robbie                     | New York Theatre Workshop    |
| 2003 | Observe the Sons of Ulster Marching Towards the Somme | Kenneth Pyper (in his 20s) | Mitzi E. Newhouse Theater    |

### Video games
| Ano  | TÍtulo                         | Papel | Notas                   |
| ---- | ------------------------------ | ----- | ----------------------- |
| 2009 | Call of Duty: Modern Warfare 2 |       | Additional voice talent |